# UFC 131

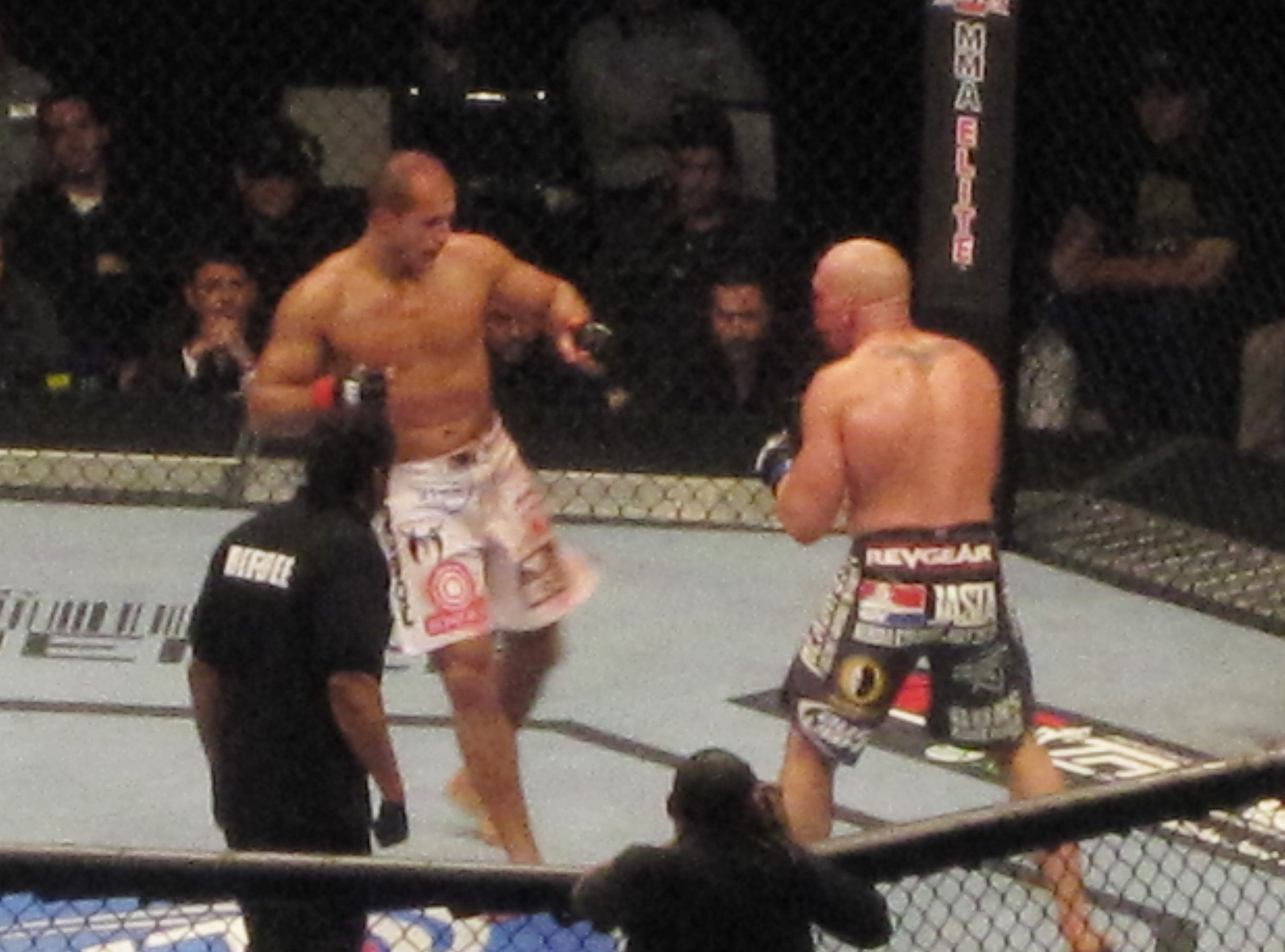
メインイベントの様子

UFC 131: dos Santos vs. Carwin（ユーエフシー・ワンサーティワン：ドス・サントス・バーサス・カーウィン）は、アメリカ合衆国の総合格闘技団体「UFC」の大会の一つ。2011年6月11日、カナダ・ブリティッシュコロンビア州バンクーバーのロジャーズ・アリーナで開催された。

## 大会概要
当初はメインイベントとしてThe Ultimate Fighterシーズン13のコーチ対決となるジュニオール・ドス・サントス対ブロック・レスナーが予定されていたが、レスナーが憩室炎を再発したため欠場となり、ドス・サントスの対戦相手はシェイン・カーウィンに変更された。
NHLのスタンレー杯決勝の時期と重なったため、公開計量では地元のバンクーバー・カナックスと対戦中のボストン・ブルーインズのユニフォーム姿で現れたケニー・フロリアンに大ブーイングが起こる一幕もあった。

### カード変更
負傷などによるカードの変更は以下の通り。
- デイブ・ハーマン → アーロン・ロサ（第2試合）

- ハニ・ヤヒーラ → ジェイソン・ヤング（第3試合）

- イゴール・ポクライェク → マイク・マッセンジオ（第5試合）

- コート・マッギー → クリス・ウェイドマン（第6試合）

- マック・ダンジグ → ヴァグネル・ホシャ（第8試合）

- シェイン・カーウィン → デイブ・ハーマン（第9試合）

- ブロック・レスナー → シェイン・カーウィン（第12試合）

- クシシュトフ・ソシンスキー vs. アンソニー・ペロシュ → ペロシュの負傷により中止

## 試合結果

### プレリミナリーカード
第1試合 フェザー級ワンマッチ 5分3R
○  ダレン・エルキンス vs.  小見川道大 ×
3R終了 判定3-0（29-28、29-28、30-27）
第2試合 ヘビー級ワンマッチ 5分3R
○  ジョーイ・ベルトラン vs.  アーロン・ロサ ×
3R 1:26 TKO（パウンド）
第3試合 フェザー級ワンマッチ 5分3R
○  ダスティン・ポイエー vs.  ジェイソン・ヤング ×
3R終了 判定3-0（30-27、30-27、29-28）
第4試合 ミドル級ワンマッチ 5分3R
○  ニック・リング vs.  ジェームス・ヘッド ×
3R 3:33 リアネイキドチョーク
第5試合 ライトヘビー級ワンマッチ 5分3R
○  クシシュトフ・ソシンスキー vs.  マイク・マッセンジオ ×
3R終了 判定3-0（30-27、30-26、30-27）

### Spike中継カード
第6試合 ミドル級ワンマッチ 5分3R
○  クリス・ウェイドマン vs.  ジェシー・ボングフェルト ×
1R 4:54 ギロチンチョーク
第7試合 ライト級ワンマッチ 5分3R
○  サム・スタウト vs.  イーブス・エドワーズ ×
1R 3:52 KO（左フック）

### メインカード
第8試合 ライト級ワンマッチ 5分3R
○  ドナルド・セラーニ vs.  ヴァグネル・ホシャ ×
3R終了 判定3-0（30-27、30-27、30-26）
第9試合 ヘビー級ワンマッチ 5分3R
○  デイブ・ハーマン vs.  ユノラフ・エイネモ ×
2R 3:19 TKO（パウンド）
第10試合 ミドル級ワンマッチ 5分3R
○  マーク・ムニョス vs.  デミアン・マイア ×
3R終了 判定3-0（29-28、29-28、30-27）
第11試合 フェザー級ワンマッチ 5分3R
○  ケニー・フロリアン vs.  ディエゴ・ヌネス ×
3R終了 判定3-0（29-28、29-28、30-27）
第12試合 ヘビー級ワンマッチ 5分3R
○  ジュニオール・ドス・サントス vs.  シェイン・カーウィン ×
3R終了 判定3-0（30-27、30-27、30-26）

### 各賞
ファイト・オブ・ザ・ナイト： デイブ・ハーマン vs. ユノラフ・エイネモ
ノックアウト・オブ・ザ・ナイト： サム・スタウト
サブミッション・オブ・ザ・ナイト： クリス・ウェイドマン
各選手にはボーナスとして70,000ドルが支給された。